# Sandip Nandy
Sandip Nandy (Burdwan, 15 de janeiro de 1975) é um futebolista indiano que atua como goleiro. Atualmente defende o Kerala Blasters.

## Carreira internacional
Sua primeira convocação para a seleção indiana foi em março de 2003, para a Copa da Ásia de 2004. Só teve seu primeiro jogo em 8 de setembro de 2004, no jogo contra o Japão, pelas eliminatórias da Copa do Mundo FIFA de 2006 .